# Bitwa pod Abukirem (1799)
Bitwa pod Abukirem – starcie zbrojne, które miało miejsce 25 lipca 1799 podczas wyprawy egipskiej Bonapartego. Bitwa była ostatnim zwycięstwem Napoleona Bonaparte w Afryce, odniósł zdecydowane zwycięstwo nad siłami osmańskimi dowodzonymi przez Saida Mustafę Paszę.

## Bitwa
Turcy, korzystając z zaangażowania wojsk francuskich w Syrii, postanowili wysadzić pod Abukirem znaczne siły. Dnia 14 lipca brytyjska flota admirała Smitha wysadziła na ląd pod Abukirem korpus piechoty tureckiej (ok. 12 000 żołnierzy i 20 dział). Turcy umocnili się na półwyspie Abukir, tworząc trzy linie okopów. Bonaparte (10 000 żołnierzy) na wieść o tym ruszył z Syrii. Dnia 25 lipca z częścią swej armii (ok. 6 000 żołnierzy) uderzył na umocnione pozycje tureckie. Bitwa była krótka. Pomimo silnej pozycji Turków francuska piechota zdołała przebić się przez całą turecką obronę. Na wypartą z okopów piechotę turecką uderzyła kawaleria dowodzona przez Murata. Turecka armia rzuciła się do panicznej ucieczki. Wielu potonęło, inni natomiast zdołali schronić się w pobliskim zamku Abukir, który zaraz potem został oblężony. Turcy stracili około 8 000 ludzi (zabici, potopieni, ranni i jeńcy), podczas gdy Francuzi tylko 1 000 zabitych i rannych (najwięcej podczas ataku piechoty na okopy). Zanim Napoleon wrócił w październiku do Francji, w kraju już wiedziano o znakomitym zwycięstwie, które w ogromnym stopniu podniosło jego autorytet w społeczeństwie.

## Upamiętnienie
Bitwę tę na jednym z obrazów przedstawił francuski malarz Antoine-Jean Gros.
Bitwa ta jest wymieniona na Łuku Triumfalnym w Paryżu.